# Берберські війни
Берберські війни (англ. Barbary Wars), також Триполітанські війни (Tripolitan Wars) — дві війни між Сполученими Штатами Америки і піратськими державами Берберського узбережжя (Марокко, Алжир, Туніс, Триполі), які відбувались на початку XIX ст. Причинами воєн були вимоги з боку північноафриканських держав данини за право безпечного плавання Середземним морем для американських торгових суден, котрі після здобуття США незалежності втратили захист з боку британського флоту. Американські збройні сили атакували піратські порти і змусили їхніх правителів піти на поступки і погодитись на американські умови. Бойові операції цього конфлікту виконувались силами військово-морського флоту і морської піхоти; це була перша масштабна операція американського флоту далеко від своїх берегів.
Берберійські війни іноді називають «забутою війною Америки», хоча цю назву вживають також стосовно деяких інших конфліктів, в яких брали участь Сполучені Штати. Цей конфлікт дійсно маловідомий і рідко згадуваний, хоча й мав неабияке значення для становлення американських збройних сил і флоту і став першим кроком на шляху США до статусу світової супердержави, яка не бариться застосовувати силу для захисту своїх інтересів будь-де у світі.
- Перша Берберська війна (1801–1804) спалахнула після того, як триполійській паша однобічно підвищив суму данини, яку повинен був йому сплачувати американський уряд за безпеку від нападів піратів, до неприйнятного рівня, в той час, як у Вашингтоні прийшла до влади адміністрація президента Джефферсона, який різко негативно ставився до практики виплати відступного піратам. Війна закінчилася воєнною перемогою американської ескадри, однак питання американського судноплавства в Середземному морі остаточно не вирішила.
- Друга Берберська війна (1812–1816) була оголошена Сполученим Штатам алжирським деєм на підставі невиплати належної данини в той час, коли Сполучені Штати були зайняті війною з Британією. США змогли відповісти на оголошення війни лише в 1815 році; американська ескадра розгромила флот алжирського дея і склала з ним, а також правителями Тунісу і Триполі угоду про свободу судноплавства і скасування данини.

Берберські війни згадуються у гімні Корпусу морської піхоти США: “From the halls of Montezuma to the shores of Tripoli…” («Від чертогів Монтесуми до триполійських берегів…»).